# Ambia tendicularis
Ambia tendicularis là một loài bướm đêm trong họ Crambidae.